# Vertice inter-coreano del 2019
Il vertice inter-coreano del 2019 è stato un vertice intercoreano che si è svolto nella capitale della Corea del Sud, Seul. Esso si è tenuto con la partecipazione del presidente sudcoreano Moon Jae-in e del presidente nordcoreano Kim Jong-un. È stata la prima volta che un capo nordcoreano entra nella capitale sudcoreana dalla Guerra di Corea del 1950-1953.